# WTA Singapore Open
WTA Singapore Open este un turneu de tenis feminin afiliat la circuitul WTA, jucat între 1986 și 1994 și reluat în 2025. Acesta se desfășoară la Kallang Tennis Centre din Singapore. Turneul s-a desfășurat pe terenuri hard indoor în 1986 și pe terenuri hard outdoor din 1987 până în 1994 și din 2025 încolo. Face parte din turneele de nivel WTA 250 și a fost parte din categoria WTA Tier IV în 1990 și 1994.

## Rezultate

### Simplu
| An         | Campioană        | Finalistă       | Scor               |
| ---------- | ---------------- | --------------- | ------------------ |
| 1986       | Gigi Fernández   | Mercedes Paz    | 6–4, 2–6, 6–4      |
| 1987       | Anne Minter      | Barbara Gerken  | 6–4, 6–1           |
| 1988       | Monique Javer    | Leila Meskhi    | 7–6, 6–3           |
| 1989       | Belinda Cordwell | Akiko Kijimuta  | 6–1, 6–0           |
| 1990       | Naoko Sawamatsu  | Sarah Loosemore | 7–6(7–5), 3–6, 6–4 |
| 1991 -1993 | Nu s-a ținut     | Nu s-a ținut    | Nu s-a ținut       |
| 1994       | Naoko Sawamatsu  | Florencia Labat | 7–5, 7–5           |
| 1995 -2024 | Nu s-a ținut     | Nu s-a ținut    | Nu s-a ținut       |
| 2025       | Elise Mertens    | Ann Li          | 6–1, 6–4           |

### Dublu
| An         | Campioane                             | Finaliste                         | Scor          |
| ---------- | ------------------------------------- | --------------------------------- | ------------- |
| 1986       | Anna-Maria Fernandez Julie Richardson | Sandy Collins Sharon Walsh        | 6–3, 6–2      |
| 1987       | Anna-Maria Fernandez Julie Richardson | Barbara Gerken Heather Ludloff    | 6–1, 6–4      |
| 1988       | Natalia Bykova Natalia Medvedeva      | Leila Meskhi Svetlana Parkhomenko | 7–6, 6–3      |
| 1989       | Belinda Cordwell Elizabeth Smylie     | Ann Henricksson Beth Herr         | 6–7, 6–2, 6–1 |
| 1990       | Jo Durie Jill Hetherington            | Pascale Paradis Catherine Suire   | 6–4, 6–1      |
| 1991 -1993 | Nu s-a ținut                          | Nu s-a ținut                      | Nu s-a ținut  |
| 1994       | Patty Fendick Meredith McGrath        | Nicole Arendt Kristine Radford    | 6–4, 6–1      |
| 2025       | Desirae Krawczyk Giuliana Olmos       | Wang Xinyu Zheng Saisai           | 7–5, 6–0      |